# Stachys de Byzance
Stachys de Byzance, également connu sous le nom de Stachys (Eustache) l'Apôtre (en grec Στάχυς, la pointe de l'oreille), est reconnu comme le premier évêque de Byzance. Il a occupé cette position de l'an 38 à l'an 54, une tradition qui affirme qu'il a été installé à ce poste par l'apôtre André, le fondateur du siège épiscopal de Byzance.
Stachys, un saint vénéré et compté parmi les septante disciples, est célébré le 31 octobre.
Conformément à la tradition, Saint André est réputé avoir prêché en Asie Mineure, en Scythie, le long de la mer Noire jusqu'à la Volga et Kiev. En conséquence, il est devenu le saint patron de la Roumanie et de la Russie. Il a également établi la See of Byzantium (le siège épiscopal de Byzance), en l'an 38, avec l'ordination de Stachys comme évêque. À noter que cette région n'avait pas connu la présence d'un évêque avant cette époque, sinon l'apôtre Jacques, l'unique évêché voisin étant établi à Héraclée du Pont.
Une question subsiste quant à savoir si Stachys est la même personne que celle que Paul désigne affectueusement dans l'Épître aux Romains (Rom. 16:9). Quoi qu'il en soit, dans la tradition, Stachys est toujours associé à cinq autres apôtres, à savoir Ampliatus, Urban, Apelles, Aristobulus et Narcissus, des noms qui se retrouvent dans les mêmes versets de l'Épître aux Romains (Rom. 16:8–11) que ceux associés à Stachys.
De plus, selon la tradition de l'Église orthodoxe, Stachys a servi comme évêque de Byzance pendant seize ans, de 38 à 54. Au-delà de sa fête du 31 octobre, il est également commémoré le 4 (17) janvier dans l'Église orthodoxe. Les reliques de Stachys, ainsi que celles des saints Ampliatus et Urbain Ier, ont été transportées à Constantinople et déposées près de sources d'eau appelées Пигах (Pigahs). Une autre tradition rapporte que son corps a été enterré sous la première église épiscopale d'Argyroupoli, en Crète, "dans les grottes souterraines, où l'apôtre Andre a construit l'autel", comme le dit l'historien Dorotheos.

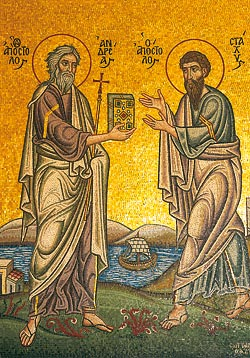
Saints Andrew and Stachys